# Critérium
Um critérium (em português critério), é um tipo de corrida de ciclismo amadora ou não oficial, disputada num circuito curto e fechado ao trânsito com frequência nas ruas de uma cidade, na que competem ciclistas profissionais com não profissionais sendo algumas vezes -dependendo do número de participantes- maioria de não profissionais. O comprimento da corrida pode ser determinada por um número de voltas ou por tempo. Em geral, a duração (comummente uma hora) é mais curta que a de uma corrida tradicional dd estrada. No entanto, a velocidade média e a intensidade são sensivelmente superiores. Ao ser disputada (pelo geral) em circuitos muito curtos, a quantidade de voltas pode ser do meio das 50 ou 60 e o aficionado tem a oportunidade de ver os ciclistas várias vezes.
Não deve confundir-se com outras corridas que têm critério em seu nome como o Critérium Internacional ou o Critérium do Dauphiné, entre outras, que mantêm esse termo de seus inícios quando os critérios não estavam regulados e esse termo fazia referência normalmente a corridas "open".
O termo critério também é usado em rally para referir a uma variante do mesmo com uma regulamentação diferente. Alguns exemplos disso foram o Critérium Molson du Quebec, prova canadiana que foi pontuável para o Campeonato Mundial de Rally. Na França o Critérium des Cévennes ou o Critérium des Chataigne e em Espanha o Critérium de la Rioja ou o Critérium Luis de Baviera. Também se costuma utilizar a palavra critérium em algumas corridas a pé, duatlos e triatlos com uma regulamentação diferente às completamente profissionais.

## Regulamentação
Ainda que não tenham consideração de profissionais a União Ciclista Internacional as regula com a ameaça de sanções aos corredores profissionais que participem naquelas que não se ajuste a sua regulamentação ou não peça a permissão oportuna.

## Circuito
A efeitos da União Ciclista Internacional, os circuitos devem ser de um comprimento mínimo de 800 metros a uma máxima de 10 quilómetros. Esse comprimento também determina um máximo de quilómetros para a carreira.
| Comprimento do circuito | Distância máxima |
| ----------------------- | ---------------- |
| 800 a 1599 m            | 80 quilómetros   |
| 1600 a 2999 m           | 110 quilómetros  |
| 3000 a 3999 m           | 132 quilómetros  |
| 4000 a 10000 m          | 150 quilómetros  |

## Critérios pós-Tour de France
Nos Países Baixos, Bélgica e França são muito comuns a organização de critérios nos meses de julho e agosto onde se convidam às figuras do Tour de France no meio de um ambiente de feriado. Ainda que nunca se tenha confirmado abertamente se realmente estes critérios são competitivos e a maioria das vezes os vencedores estão pactuados de antemão por motivos publicitários.